# Praia de Almofala
Praia de Almofala

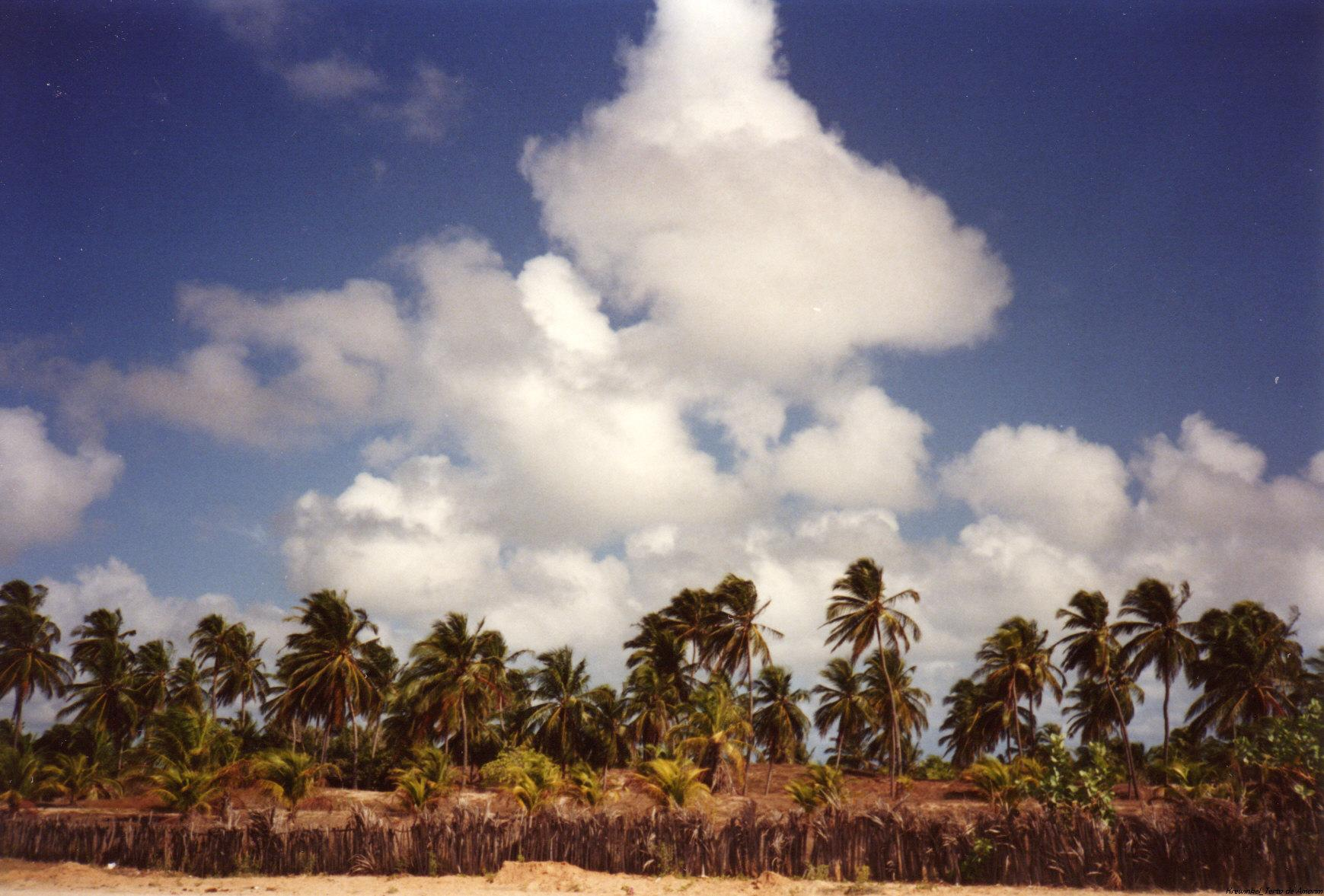
Coqueiral na Praia de Almofala

Almofala é um praia brasileira localizada na cidade de Itarema no estado do Ceará. Localiza-se no distrito de Almofala.
Foi a terra dos que habitavam toda a região e uma herança do contato destes com os Portugueses, é a Igreja de Nossa Senhora da Conceição de Almofala.
A Igreja de Nossa Senhora da Conceição de Almofala e a Praia de Almofala foram referenciadas e eternizadas no livro "Oração para desaparecer", escrito pela escritora cearense Socorro Acioli e tem extrema importância para o desenvolvimento da trama. Para escrever o livro, Acioli foi à igreja, conversou com moradores locais e ouviu suas percepções sobre o templo e a sua história. Em 2024, o livro foi escolhido como semifinalista do Prêmio Jabuti na categoria romance literário.